# Бібліотека «Обрій» для дітей
Бібліотека «Обрій» для дітей — бібліотека в Оболонському районі Києва.

## Опис
Книжковий фонд — понад 12 тисяч примірників, за рік бібліотека обслуговує близько 3 тисяч користувачів.
Площа приміщення бібліотеки — 301 м², книжковий фонд — 21,9 тисяч примірників. Щорічно обслуговує 2,3 тисяч користувачів, кількість відвідувань за рік — 18,0 тисяч книговидач — 51 тисяча примірників.

## Історія
Заснована у 1975 році. Координує роботу з навчальними закладами мікрорайону.
При бібліотеці працює гурток handmade «Майстриня», проходять заняття з образотворчого мистецтва. З 2023 року проводяться заняття з шахів, а також гуртка інтелектуального розвитку «Я можу!» Для молодших користувачів працює куточок дозвілля «Грай та читай», обладнаний настільними іграми, пазлами, підбіркою книжок «Для малюків-поліглотів».
З 2023 року для користувачів бібліотеки працює на постійній основі Клуб Психологічного розвантаження «Є Контакт!». Керівник — психологиня Дегтярьова Вікторія, член спільноти «Свої люди», яка надає безкоштовну психологічну підтримку українцям під час війни на телеграм-каналі «Свої люди».
В бібліотеці працює офіційний Цифровий Хаб, є Wi-Fi. Проводяться онлайн та оффлайн заняття з цифрової грамотності.
В бібліотеці проводяться мистецькі виставки, зустрічі з письменниками, змагання з різних видів настільних ігор, благодійні акції на підтримку ЗСУ.
Бібліотекарі беруть участь у виїзних сесіях та благодійних акціях, призначених як для популяризації читання, так і для підтримки соціально незахищених груп населення, насамперед дітей та ВПО.
З 2022 р. бібліотека співпрацює з волонтерами Благодійного фонду Multihuman. Спільно проводяться благодійні акції, в бібліотеці була представлена виставка «Незламність», частину експонатів для якої «Сліди війни» надав БФ Multihuman. Надалі експонати та фотодокументи виставки представлені в Кінотеатрі «Жовтень» м. Києва.
23 листопада 2023 року Київська міська рада перейменувала бібліотеку № 120 для дітей на «Обрій».

## Транспорт
Автобуси: 32, 72 — їхати до зупинки « Мостицька»
Тролейбуси: 18, 6, 25 -їхати до зупинки « Мостицька»
Трамваї: 12, 19 — їхати до зупинки «Інститут ім. Бакуля»
Маршрутні таксі:219, 181, 525, 420, 32, 159, 227 -їхати до зупинки « Мостицька»